# Street Life 20 Great Hits
Street Life 20 Great Hits – dwupłytowy składankowy album zespołu Roxy Music z roku 1986.

## Lista utworów

### Płyta A
1. "Virginia Plain" – 2:58
2. "A Hard Rain's a-Gonna Fall" (Bob Dylan) – 4:15
3. "Pyjamarama" – 2:52
4. "Do the Strand" – 3:46
5. "These Foolish Things (Remind Me of You)" (Harry Link, Holt Marvell, Jack Strachey) – 4:51
6. "Street Life" – 3:27
7. "Let's Stick Together" (Wilbert Harrison) – 2:59
8. "Smoke Gets in Your Eyes" (Jerome Kern, Otto Harbach) – 2:53
9. "Love Is the Drug" (Ferry, Andy Mackay) – 4:04
10. "Sign of the Times" – 2:28

### Płyta B
1. "Dance Away" – 3:44
2. "Angel Eyes" (Ferry, McKay) – 2:51
3. "Oh Yeah" (edit) – 4:36
4. "Over You" (Ferry, Phil Manzanera) – 3:26
5. "Same Old Scene" – 3:58
6. "In the Midnight Hour" (Wilson Pickett, Steve Cropper) – 3:08
7. "More Than This" (edit) – 4:10
8. "Avalon" – 4:16
9. "Slave to Love" – 4:17
10. "Jealous Guy" (John Lennon) – 4:55